# Totemism

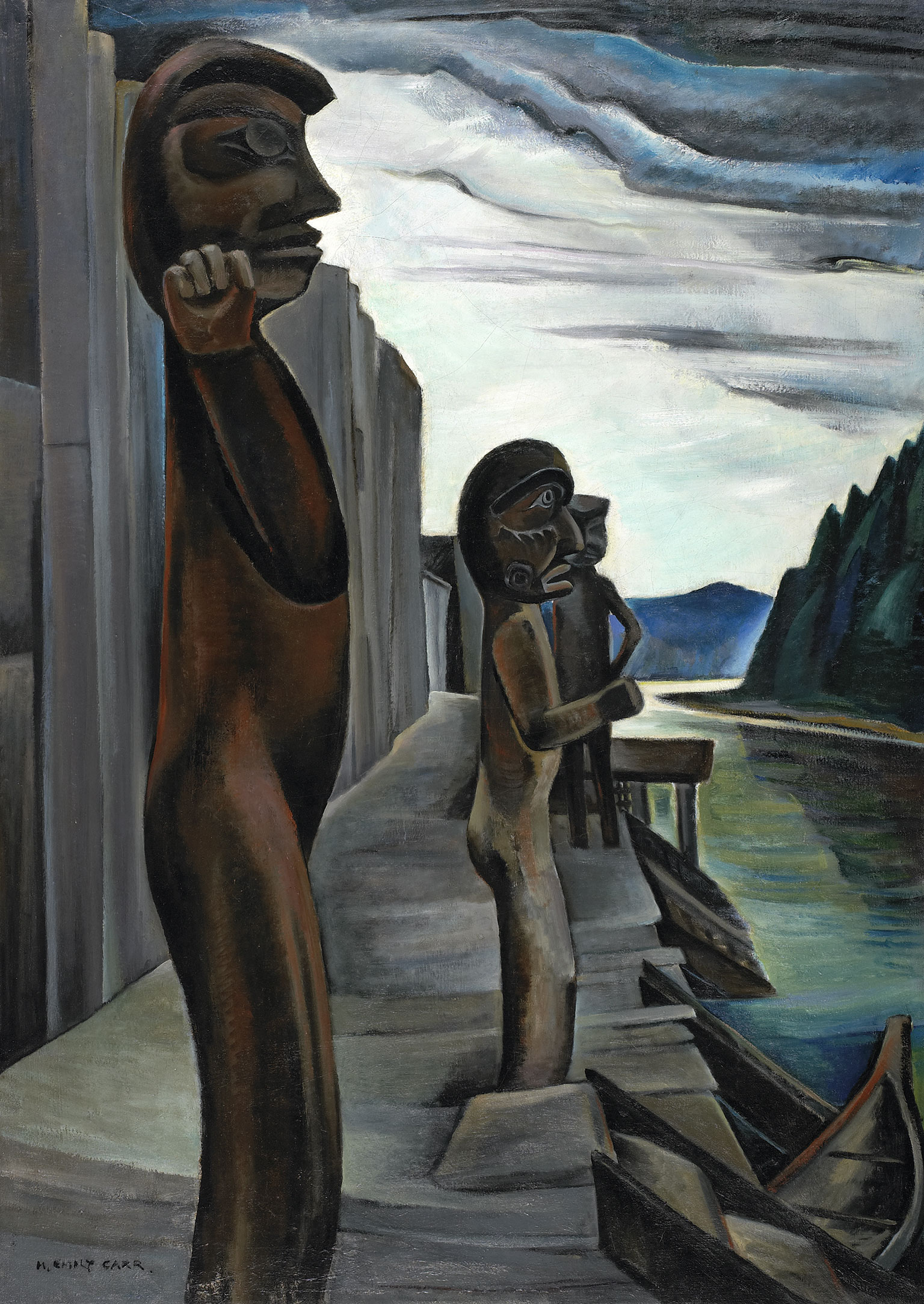
Målning av Emily Carr av totempålar som en gång stod på Blunden Harbour Kwatiutl by i British Columbia, som representerar mana eller andlig makt (snarare än anda) i byn eller klaner inom det, i det här fallet förfädernas andar i stället för djur.

Totemism är inom religionsvetenskaperna en samlande term för idéer och kult som knyter samman människor med djur eller växter i en mystisk gemenskap. Totemismen yttrar sig religiöst bland annat i dyrkan och i tabu-föreställningar och har haft stor inverkan på sociala institutioner särskilt på äktenskapet med exogami som följd.

## Ursprung
Termen totem härstammar från Ojibwaordet ototeman, som betyder "en bror-syster-anhörig." Den grammatiska roten, OTE, innebär ett blodsband mellan bröder och systrar, som har samma mamma och som inte får gifta sig med varandra. På engelska, infördes ordet "totem" 1791 av en brittisk köpman och översättare som gav det en falsk betydelse i tron att det skulle beteckna en skyddsande för en individ, som dök upp i form av ett djur, en idé som Ojibwaklaner verkligen manifesterade genom sitt bärandet av djurhudar. 
Det rapporterades i slutet av 1700-talet att Ojibwa namngav sina klaner efter de djur som levde i området där de bodde och verkar vara antingen vänliga eller farliga. Den första korrekta rapporten om totemism i Nordamerika skrevs av en metodistmissionär, Peter Jones, själv en Ojibwa, som dog 1856 och vars rapport publicerades postumt. Enligt Jones, gav den store Anden toodaims ( "totems") till Ojibwaklanerna, och på grund av denna tradition, hade medlemmar i gruppen samband med varandra och kunde av detta skäl inte gifta sig med varandra.

## Några exempel på totemism

### Wiradjuri
Bland Wiradjuri, aboriginer som traditionellt bodde i New South Wales, Australien, delades totemklaner i två undergrupper och med motsvarande matriarkala delar. Totemgruppen kallad "kött", överfördes från modern. I motsats till dessa hörde individuella totems endast till medicinmän och fördes vidare patriarkaliskt.
Medicinmannen identifierade sig med sin personliga totem. Varje brott eller skada mot totem fick sin automatiska effekt på mannen som begick det.

### Nor-Papua
Bland Nor-Papua i Nya Guinea, är exogamina patriarkala grupper (blodsförvanter) spridda över flera byar och associerade med djur, särskilt fisk. De tror att de är födda av totems, och de gör dem tabu.

### Iban
Bland Iban av Sarawak, Malaysia, har individuell totemism varit tradition. Enskilda personer drömmer om en ande av en förfader eller en död släkting; denna ande visar sig i en mänsklig form, presenterar sig själv som en hjälpare och beskyddare, och namnger ett djur (eller ibland ett föremål) där han manifesteras.

### Birhor
Birhor, ett folk som traditionellt levde i djungeln i Chota Nagpur i nordöstra Deccan (Indien), är organiserade i patrilinjära, totemgrupper. Enligt en ofullständig lista över 37 klaner, grundade sig 12 på djur, 10 på växter, 8 på de hinduiska kasterna och orter, och resten på objekt. Totems fördes vidare inom gruppen, och berättelser om stammens ursprung tyder på att varje totem hade en tillfällig förbindelse med födelsen av klanens förfader. 